# Kronen-Schnepfenfliege
Die Kronen-Schnepfenfliege  (Chrysopilus cristatus) (Syn.: C. auratus) ist ein Zweiflügler aus der Familie der Schnepfenfliegen (Rhagionidae).

## Merkmale
Die Fliegen sind 6 bis 8 Millimeter lang. Sie sind Chrysopilus erythrophthalmus ähnlich, aber etwas kleiner als diese Art. Die Backen sind schwarz oder schwarzbraun behaart, die Beine sind schwarzgrau, Knie, Schienen (Tibien) und Fersenglieder (Metatarsus) sind gelb. Das schwarzbraune Randmal ist lang.

## Vorkommen und Lebensweise
Die Tiere sind in Europa sehr häufig. Sie besiedeln die Kraut- und Strauchschicht an Waldrändern in Gewässernähe und sind feuchtigkeitsliebend.

## Belege